# Hallandsgruppen
Hallandsgruppen (HAG) är en svensk militärregiongrupp inom Hemvärnet som verkat i olika former sedan 2000. Förbandsledningen är förlagd i Halmstads garnison, Halmstad.

## Historia
Som ett led i försvarsbeslutet 2000 avvecklades försvars- och militärområdena den 30 juni 2000 och från och med den 1 juli 2000 organiserades i dess ställe Militärdistrikt. Därmed avvecklades bland annat Hallands försvarsområde (Fo 31). De nya Militärdistrikten motsvarade geografiskt sett de gamla militärområdena. Den stora skillnaden var att militärdistrikten var den lägsta nivån där chefen var territoriellt ansvarig. Inom militärdistrikten organiserades militärdistriktsgrupper, i regel en för varje län. I Hallands län organiserades den 1 juli 2000 Hallandsgruppen, vilken underställdes Södra militärdistriktet (MD S).
Den 2 juni 2005 presenterade regeringen sin proposition (2004/05:160) gällande en avveckling av militärdistriktsorganisationen. I propositionen hänvisades regeringen till att "I det framtida insatsförsvaret och den beslutade insatsorganisationen finns det inte längre krav på eller behov av regional eller territoriell ledning som motiverar en särskild ledningsorganisation". Därmed ansåg regeringen att militärdistriktsorganisationen kunde avvecklas, något som Försvarsmakten även i en framställan till regeringen den 7 mars 2005 föreslagit. I dess ställe skulle fyra ledningsgrupper för säkerhetstjänst och samverkan inrättas, där ledningsgrupperna lokaliserade till Boden, Stockholm, Göteborg och Malmö. Den 16 november 2005 antog riksdagen regeringens proposition, därmed beslutades att militärdistriktsorganisationen skulle upplösas och avvecklas den 31 december 2005. Vilket innebar att militärdistriktsgrupperna omorganiserades till utbildningsgrupper och underställdes ett utbildningsförband. Detta medförde att Hallandsgruppen överfördes från Södra militärdistriktet (MD S) till att bli en enhet inom Luftvärnsregementet (Lv 6) från och med den 1 januari 2006.
Den 1 januari 2013 bildades fyra militärregioner, där Västra militärregionen underställdes chefen för Skaraborgs regemente, men löd under chefen insatsledningen i Högkvarteret avseende markterritoriell ledning i fred, kris och krig. Chefen för Hallandsgruppen var dock fortfarande underställd chefen Luftvärnsregementet gällande produktionsledning av hemvärnsförbanden samt insatsledning inom utbildningsgruppens geografiska område. Den 1 januari 2018 delades dock ledningen av Skaraborgs regemente och Västra militärregionen, det genom att en separat chefsbefattning för Västra militärregionen tillsattes. Vidare underställdes staben Västra militärregionen i ledningsfrågor direkt chefen insatsledningen i Högkvarteret. I Försvarsmaktens budgetunderlag till regeringen för 2020 föreslogs att de fyra militärregionala staberna från 1 januari 2020 skulle inrättas som egna organisationsenheter. Cheferna för militärregionstaberna föreslogs i sin tur underställas rikshemvärnschefen avseende produktion av utbildningsgrupper och hemvärnsförband. Detta medförde att utbildningsgrupperna överfördes organisatoriskt från ett utbildningsförband till de fyra militärregionala staberna. I regeringens proposition framhöll dock regeringen att den militära regionala indelningen kunde komma att justeras, det beroende på utfallet av utredningen "Ansvar, ledning och samordning inom civilt försvar" (dir. 2018:79). För Hallandsgruppen innebar denna förändring att utbildningsgruppen överfördes från Luftvärnsregementet till att bli en enhet inom Västra militärregionen från och med den 1 januari 2020.
För att påvisa anknytningen till militärregionen, lämnades den 1 januari 2023 begreppet utbildningsgrupp till förmån för det nya begreppet militärregionsgrupp. Det för att på ett tydligare sätt anknyta mot enhetens bidrag som ett av militärregionens krigsförband, med uppgifter såväl i fred som i krig.

## Verksamhet
Chefen Hallandsgruppen är från den 1 januari 2020 direkt underställd chefen för Västra militärregionen. Hallandsgruppens uppgifter är att utbilda, organisera och administrera hemvärnsförbanden i Hallands län. Gruppen skall vidare stödja frivilliga försvarsorganisationer. Insatser i såväl fred som under kris och krig leds i allmänhet direkt av Västra militärregionen, men Hallandsgruppen kan ges ledningsuppgifter som till exempel att avdela en militär insatschef (MIC). Från och med 2010 ansvarar Hallandsgruppen, tillsammans med 13 övriga hemvärnsgrupper runt om i landet, för så kallad direktutbildning (GMU) till sina insatsförband.

## Ingående enheter
Hallandsgruppen har slagit ihop sina två tidigare hemvärnsbataljoner och består sedan 1 januari 2012 av Hallandsbataljonen (45. hemvärnsbataljonen).

### Hallandsbataljonen
- 45. hemvärnsbataljonsstaben och ledningsplutonen
- 451. hemvärnsinsatskompaniet
- 452. hemvärnsinsatskompaniet
- 453. hemvärnsbevakningskompaniet
- 454. hemvärnsinsatskompaniet
- 455. hemvärnsflyggruppen (Flyggrupp Halland)
- 456. Hemvärnsmusikkåren (Musikkår Halland)

## Förläggningar och övningsplatser
Förbandsledningen är samlokaliserade i med övriga förband i Halmstads garnison.

## Heraldik och traditioner
Hallandsgruppen är även från och med den 1 juli 2000 traditionsbevarare för Hallands regemente (I 16) och Hallandsbrigaden (IB 16). Från den 1 juli 2012 är Hallandsbataljonen traditionsbärare för Hallands regemente.

## Förbandschefer
- 2000–2007: Överstelöjtnant Tomas Andersson
- 2007–2011: Överstelöjtnant Lars T Olsson
- 2011–2015: Överstelöjtnant Lars Lindén [7]
- 2016–2019: Överstelöjtnant Thomas Andersson [7]
- 2019–2022: Överstelöjtnant Christer Mårtensson [d]
- 2023–20xx: Överstelöjtnant Conny Hansen

## Namn, beteckning och förläggningsort
| Hallandsgruppen | 2000-07-01 | – |  |

| HAG | 2000-07-01 | – |  |

| Halmstads garnison | 2000-07-01 | – |  |